# Shimotsuki Haruka
Shimotsuki Haruka (霜月はるか (Sương Nguyệt Dao)/ しもつきはるか) là một nữ ca sĩ người Nhật đến từ tỉnh Miyagi, hiện cô đang sống và làm việc tại Tōkyō, Nhật Bản; Shimotsuki còn là một nhà soạn nhạc dōjin và nhạc phẩm ghép lời thành công nhất của cô là ở bài hát chủ đề trong sê-ri Atelier Iris và Ar. Cô cũng viết lời và thể hiện ca khúc chủ đề kết thúc của hai mùa phim Rozen Maiden, cũng như OVA dưới tên Kukui, cùng với Myu. Phần lớn các nhạc phẩm của Shimotsuki thuộc thể loại dân ca và fantasy, cũng như có một giai điệu khá êm dịu. Cô yêu thích trò chơi điện tử và là một người hâm mộ nhiệt thành của dòng Tales.

## Sự nghiệp
Shimotsuki Haruka bắt đầu sự nghiệp ca hát, viết và soạn các ca khúc chủ đề cho trò chơi điện tử vào năm 2001. Cô phát hành nhạc phẩm dōjin đầu tay dưới hai biệt danh là Maple Leaf và tieLeaf; tieLeaf là một nhóm nhạc với sự hợp tác của Sorano Ao và Hiyama Nao. Nhóm này có 72 trang dōjinshi, một đĩa CD với tựa Tsukioi no Toshi (còn gọi là Leozet Lag Ecliss trong ngôn ngữ ban đầu của họ, tiếng Lag-Quara), một manga và tiểu thuyết chữ đã có 28 trang cùng một đĩa CD đơn với tên giống tựa đề cuốn sách, Lip-Aura, một side-story của Tsukioi no Toshi. Một dự án khác của tieLeaf, một tựa nhạc phiêu lưu mang tên Neji Maku Tsuki, cũng là nền tảng cho Tsukioi no Toshi.
Cô đã gây được sự chú ý sau khi thể hiện thành công ca khúc chủ đề kết thúc "Tōmei Shelter" cho Rozen Maiden dưới tên Refio+Shimotsuki Haruka. Sau khi trình bày "Tōmei Shelter", cô và Myu (một thành viên của Refio) đã thành lập ban nhạc Kukui. Shimotsuki cũng có thành lập một nhóm với Katakiri Rekka và Chata nhiều lần, và họ trở thành bạn tốt trong một thời gian dài. Với bản thân là một ca sĩ độc lập, cô có lần là thành viên ủng hộ của Sound Horizon, và đã xuất hiện như một ca sĩ khách mời trong một buổi hòa nhạc vào năm 2006 của họ. Cô có vai trò lớn hơn khi đóng góp cho album Moira của Sound Horizon và biểu diễn trong buổi hòa nhạc trực tiếp tương ứng vào năm 2008 và 2009. Shimotsuki Haruka đã tổ chức một buổi hòa nhạc đơn diễn mang tên Tokeidai no Aru Machi yori (時計台のある街より): Haruka Shimotsuki Solo Live Lv.1 vào ngày 10 tháng 8 năm 2006. Buổi hòa nhạc tương tự thứ hai, Haruka Shimotsuki solo live Lv.2: Shimotsuki Haruka wa Level ga 1 Agatta (シモツキンはレベルが１あがった), đã được tổ chức vào ngày 13 tháng 7 năm 2008.
Ngoài ca hát, Shimotsuki còn soạn và viết lời cho hai ca khúc chủ đề mở đầu và kết thúc cho phiên bản chơi trên PC của visual novel Relict: Toki no Wasuremono, cô cũng soạn khoảng 7 track nhạc nền cho trò chơi. Wind và đàn dây là hai loại nhạc cụ thường được Shimotsuki sử dụng trong các track này, và cô còn thể hiện tài năng của mình đối với thể loại dân ca. Đó cũng là lần đầu tiên cô soạn nhạc cho trò chơi điện tử và cảm xúc của cô tại thời điểm đó đã được ghi lại trong quyển hồi ký Image Soundtrack của trò chơi. Trong phiên bản PlayStation 2 của trò Ar tonelico: Melody of Elemia, cô soạn và trình bày các ca khúc chủ đề của một trong những nữ nhân vật chính, Aurica Nestmille, và có tham gia thể hiện một phần ca khúc chủ đề kết thúc "EXEC_PHANTASMAGORIA/.". Sau đó cô đã tham gia vào phần tiếp theo là Ar tonelico II Sekai ni Hibiku Shōjo-tachi no Metafalica với việc đóng góp giọng ca cho một trong những nữ nhân vật chính khác, Luca Truelywaath, và có tham gia thể hiện một phần ca khúc kết thúc "EXEC_with.METHOD_METAFALICA/.".

## Danh sách đĩa nhạc

### Album dōjin
- Ciel Etoile (hòa âm album BGM cho AIR của Key) (tháng 10 năm 2001)
- Sacred Doors Vol.1 (tháng 10 năm 2001)
- Reed+ (hòa âm album BGM cho MMORPG Ragnarok Online) (tháng 10 năm 2002)
- Yuragu Sora (ユラグソラ?) (30 tháng 12 năm 2002)
- Impronta/Eien no Toshi e (永遠の都市へ?) (19 tháng 10 năm 2003)
- Tsukioi no Toshi (月追いの都市?) (dưới tên tieLeaf) (30 tháng 12 năm 2005)
- Maple Leaf Box (29 tháng 12 năm 2006)
- Lip Aura (Tsukioi no Toshi side-story) (17 tháng 8 năm 2007)
- Wyrdrad no Shirabe (ウィルド・ラッドの調べ?): Sacred Doors Another Tale (16 tháng 8 năm 2008)
- Hikari no Amaoto ~SACRED DOORS element maxi side Undine~ (光の雨音～SACRED DOORS element maxi side Undine～?) (15 tháng 8 năm 2010)
- Tsunagi Chō no Tsuka (ツナギ蝶ノ塚?) (29 tháng 12 năm 2010)

### Đĩa đơn thương mại
- "Garasu Kagami no Yume" (硝子鏡の夢?) (ca khúc chủ đề cho phiên bản chơi trên PS2 của Princess Maker 4; phát hành 26 tháng 10 năm 2005)
- "Kiri no Mukō ni Tsunagaru Sekai" (霧の向こうに繋がる世界?) (Đĩa đơn tổng hợp với Revo của Sound Horizon; phát hành 14 tháng 6 năm 2006)
- "Hoshizora no Sakamichi" (星空の坂道?) (Phát hành 26 tháng 9 năm 2007)
- "Kazahane" (カザハネ?) (ca khúc chủ đề kết thúc và ca khúc chèn thêm của sê-ri TV anime H2O: Footprints in the Sand; phát hành 22 tháng 2 năm 2008)
- "break time" (ca khúc chủ đề mở đầu và kết thúc của chương trình radio web Frost Moon Cafe; phát hành 8 tháng 4 năm 2009)
- "Kimi tono Tabiji" (君との旅路?) (ca khúc chủ đề cho phiên bản chơi trên PSP của trò chơi Dice Dice Fantasia; phát hành 23 tháng 12 năm 2009)
- "Saigo no Michishirube" (最後の道標?) (ca khúc kết thúc cho phiên bản chơi trên PS3 của trò chơi Last Rebellion; phát hành 10 tháng 2 năm 2010)

### Album thương mại
- Ashiato Rhythm (あしあとリズム?) (Phát hành 22 tháng 9 năm 2005)
- Tindharia no Tane (ティンダーリアの種?) (Phát hành 28 tháng 2 năm 2007)
- Oto no Compass (音のコンパス?) (Phát hành 25 tháng 6 năm 2008)
- Griotte no Nemuri Hime (グリオットの眠り姫?) (Phát hành 14 tháng 10 năm 2009)
- Michibiki no Harmony (導きのハーモニー?) (Phát hành 14 tháng 4 năm 2010)

### Công việc khác

#### Anime
- Kakera Musubi (かけらむすび?) (27 tháng 9 năm 2006)
- Nishi no yoki Majo (ca khúc mở đầu)

#### Trò chơi
- Akai Ito Original Soundtrack (3 tháng 11 năm 2004)
- Saishū Shiken Kujira (最終試験くじら?): Progressive Memories (1 tháng 12 năm 2004)
- Atelier Series Vocal Collection: Volkslied (アトリエシリーズ・ボーカルコレクション～フォルクスリート～?) (20 tháng 4 năm 2005)
- Atelier Iris ~Eternal Mana 2~ Original Soundtrack (18 tháng 5 năm 2005)
- Cartagra Soundtrack (カルタグラ サウンドトラック?): Manie (19 tháng 8 năm 2005)
- Atelier Iris ~Eternal Mana 2~ Original Drama Vol. 2 (5 tháng 10 năm 2005)
- Ar tonelico Hymmnos concert side Crimson Tsuki Kanade: Tsuki Kanade (25 tháng 1 năm 2006)
- Lost Child Original Soundtrack Infinia (Lost Child オリジナルサウンドトラック 「インフィニア」?) (Dưới tên MW, song ca với Katakiri Rekka; ra mắt 27 tháng 1 năm 2006)
- Ar tonelico OVA Enclosed Special CD (アルトネリコ OVA 封入特典CD?) (21 tháng 3 năm 2006)
- Atelier Iris Grand Fantasm Original Soundtrack (イリスのアトリエ グランファンタズム オリジナルサウンドトラック?) (21 tháng 6 năm 2006)
- Claire: Soyokaze no Yakusoku (クレア～そよかぜの約束～?): Ar tonelico Hymmnos Musical (30 tháng 8 năm 2006)
- Spica: Kokoro ga Tsumugu Okurimono (スピカ～心が紡ぐ贈りもの～?): Ar tonelico Hymmnos Musical (28 tháng 2 năm 2007)
- Mana-Khemia: Gakuen no Renkinjutsushitachi Original Soundtrack (マナケミア ～学園の錬金術士たち～ Original Soundtrack?) (5 tháng 5 năm 2007)
- Atelier Series & Mana-Khemia Vocal Collection: Volkslied 2 (アトリエシリーズ&マナケミア・ボーカルコレクション～フォルクスリート2～?) (30 tháng 5 năm 2007)
- Ar tonelico II: Sekai ni Hibiku Shoujotachi no Metafalica Original Soundtrack (アルトネリコ2 世界に響く少女たちの創造詩 オリジナルサウンドトラック?) (10 tháng 10 năm 2007)
- Homura: Homura Ar tonelico II Hymmnos Concert Side Crimson (焔～ホムラ　アルトネリコ2ヒュムノスコンサート　サイド　紅?) (24 tháng 10 năm 2007)
- Clear
- Itsuka, Todoku, Ano Sora ni. (いつか、届く、あの空に。?): Visitor of Another Air
- Sacrament (サクラメント?)
- Shōnentachi no Byōtō (少年達の病棟?) Full Voice Edition
- Gyakuten Saiban Tokubetsu Hōtei 2008 Orchestra Concert: Gyakuten Meets Orchestra Exhibition Souvenir (逆転裁判 特別法廷2008 オーケストラコンサート ~Gyakuten Meets Orchestra~ 開催記念品?) (20 tháng 4 năm 2008)
- Aoishiro Original Soundtrack (アオイシロオリジナルサウンドトラック?) (15 tháng 8 năm 2008)
- Suzunomiya～SUZUNO MIYA Ar Tonelico III hymmnos concert side Crimson～ (珠洲ノ宮～SUZUNO MIYA　アルトネリコ3ヒュムノスコンサート　サイド 紅～?) (27 tháng 1 năm 2010)
- Hoshikuzu (星屑 Stardust?) (Kud Wafter - 25 tháng 6 năm 2010)
- Ar tonelico Hymmnos Musical - Cocona ~Two Feelings, Two Songs~ (アルトネリコ ヒュムノス ミュージカル ココナ ～二つの想い 二つの詩～?) (10 tháng 11 năm 2010)
- Ar tonelico Hymmnos Musical Vocal Best ~Claire&Spica~ (アルトネリコ ヒュムノス ミュージカル ボーカルベスト ～クレア&スピカ～?) (22 tháng 12 năm 2010)
- Ar tonelico Hymmnos Musical Vocal Mini Album ~Cocona~ (アルトネリコ ヒュムノス ミュージカル ボーカルミニアルバム ～ココナ～?) (23 tháng 2 năm 2010)
- -HISTORIA- (ca khúc chủ đề kết thúc của Radiant Historia), hợp tác với nhà soạn nhạc Shimomura Yoko (3 tháng 11 năm 2010)

#### Dōjin
- Eden no Wakaremichi (エデンの分かれ道?)

#### Các drama CD
- Tindharia no Tane Drama CD (ティンダーリアの種ドラマCD?) (28 tháng 5 năm 2008)
- Soundstory The Girl of the Flower of Emotions ~Lip Aura~ Prelude (サウンドストーリー　花想少女～Lip-Aura （リプアラ）～　前奏曲 (プレリュード)?) (15 tháng 8 năm 2010) - với Annabel
- Tindharia no Tane Gaiden ~Sorezore no Hanamatsuri~ (ティンダーリアの種　外伝 ～それぞれの花祭り～?) (15 tháng 8 năm 2010)